# Homem selvagem

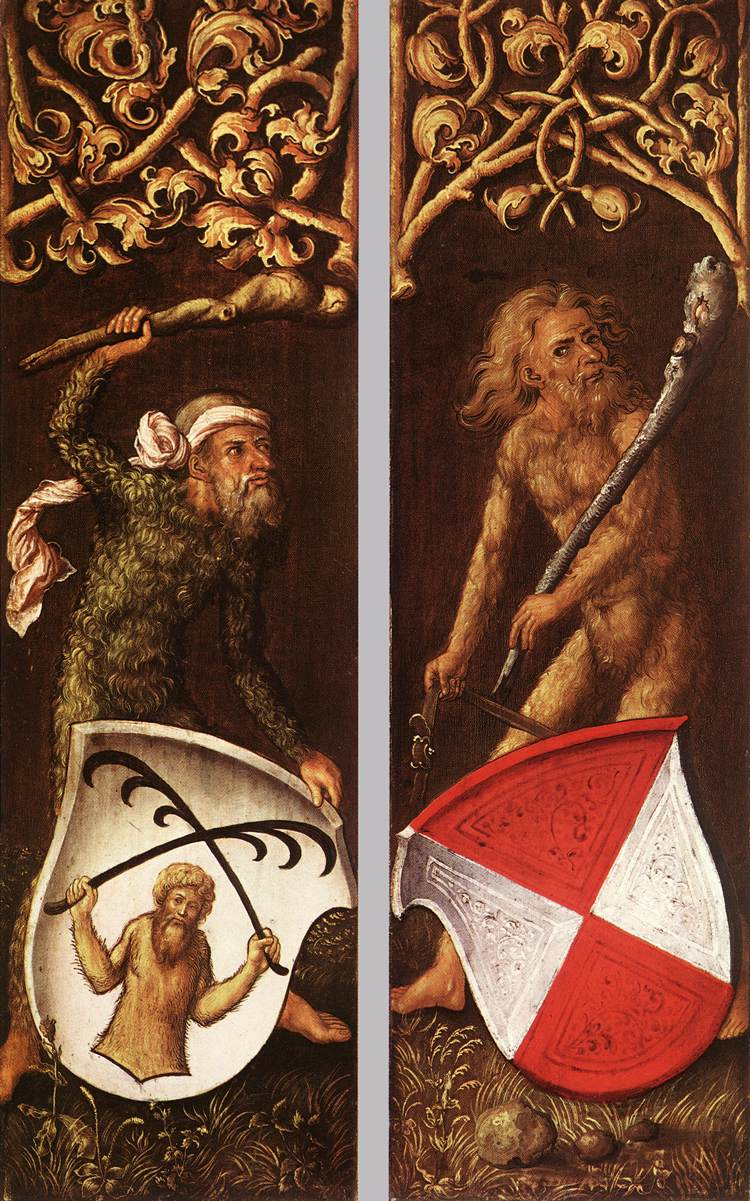
Homens selvagens ostentando brasões nos painéis laterais de um retrato de Albrecht Dürer, 1499 (Alte Pinakothek, Munique)

Homem selvagem (também chamados de homem selvagem dos bosques) é uma figura mítica que aparece nas obras de arte e literatura da Europa medieval, comparável a um tipo de sátiro ou fauno da mitologia clássica, ou a Silvano, o deus romano das florestas.
A característica que define a figura é sua "selvageria"; a partir do século XII eles foram consistentemente descritos como sendo cobertos de pelos. Imagens de homens selvagens aparecem nos chefes esculpidos e pintados em telhados, onde se cruzam abóbadas ogivais encontradas na Catedral de Cantuária, Reino Unido, em posições onde também é provável encontrar o vegetal Homem Verde. A imagem do homem selvagem sobreviveu aparecendo como suporte para brasões heráldicas, especialmente na Alemanha, até o século XVI. Gravadores da Renascença na Alemanha e Itália gostavam de usar homens selvagens, mulheres selvagens e famílias selvagens, com exemplos de Martin Schongauer (1448–1491) e Albrecht Dürer (1471–1528), entre outros.[carece de fontes?]

## Terminologia
A primeira menção ao woodwose — Homem selvagem — é geralmente explicada como wudu de "madeira", "floresta"; o segundo elemento é menos claro. Ele foi identificado como um substantivo hipotético de *wāsa "existência", do verbo wesan, wosan "ser", "estar vivo". A forma em inglês antigo não é atestada, mas teria sido *wudu-wāsa ou *wude-wāsa.[carece de fontes?]

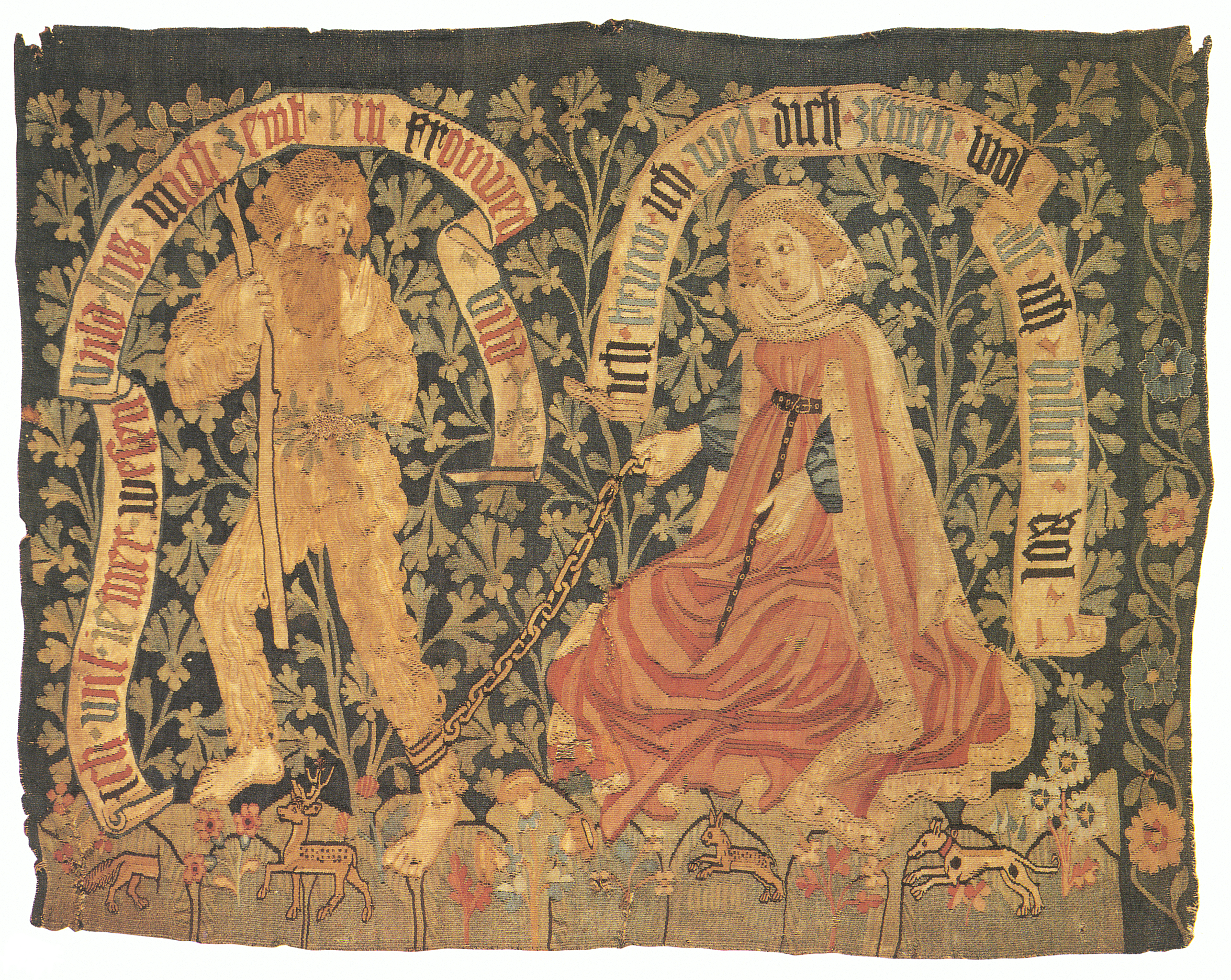
Tapeçaria ardia do século XV de Basileia, mostrando um Homem selvagem sendo domado por uma senhora virtuosa

A terminologia na Idade Média era mais variada. No inglês médio existia o termo Woodwose (também escrito wodewose, woodehouse, wudwas etc.). Wodwos aparece em Sir Gawain e o Cavaleiro Verde (cerca de 1390). A palavra em inglês médio é atestada primeiramente na década de 1340, em referências à obra de arte decorativa "homem selvagem", popular na época, e em uma descrição em latim de um bordado de Great Wardrobe de Eduardo III, mas um sobrenome é encontrado antes de 1251, num Roberto de Wudewuse. Em referência a uma criatura lendária real ou mitológica, o termo é encontrado na década de 1380, na Bíblia de Wycliffe, traduzido como שעיר  (LXX δαιμόνια, latim pilosi) em Isaías 13:21. As ocorrências de Sir Gawain e o Cavaleiro Verde datam logo após a Bíblia de Wycliffe, por volta de 1390.

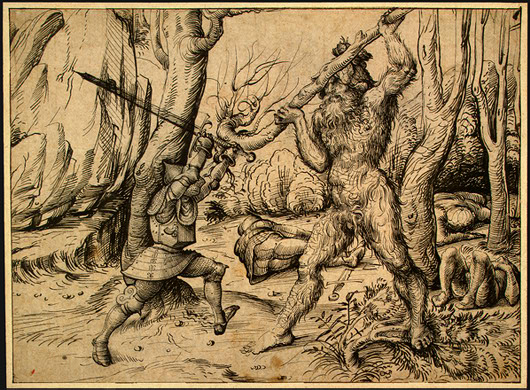
A Luta na Floresta, desenhando por Hans Burgkmair, possivelmente de uma cena do poema alto-alemão médio Sigenot, sobre Dietrich von Bern

Em alto-alemão antigo existiam os termos schrat, scrato ou scrazo, que aparecem em interpretações de obras em latim como traduções para fauni, silvestres, ou pilosi, identificando as criaturas da floresta como seres peludos. Alguns dos nomes locais sugerem conexões com figuras da mitologia antiga. Comum na Lombardia e na região falante da língua italiana nos Alpes é o termo salvan ou salvang, que deriva do latim Silvano, o nome do deus romano guardião de jardins e da paisagem rural. Da mesma forma, o folclore de Tirol e da Suíça alemã no século XX incluiu uma mulher selvagem conhecida como Fange ou Fanke, que deriva do latim fauna, a forma feminina do fauno. Fontes alemãs medievais dão como nomes para as mulheres selvagens lâmia e holzmoia (ou alguma variação); o primeiro refere-se claramente ao demônio grego Lâmia enquanto o último deriva em última análise de Maia, uma deusa greco-romana da terra e da fertilidade que está em outro lugar identificado com Fauna e que exerceu uma grande influência sobre o folclore dos homens selvagens medieval. O eslavo tem leshy, "homem da floresta".[carece de fontes?]
Várias línguas e tradições incluem nomes que sugerem afinidades com Orco, um deus romano e itálico da morte. Por muitos anos as pessoas em Tirol chamaram o homem selvagem de Orke, Lorke, ou Noerglein, enquanto em algumas partes da Itália, era chamado de orco ou huorco. O ogro francês tem a mesma derivação, assim como os orcs da literatura moderna. Importante, Orco está associado com Maia em uma dança celebrada tarde o suficiente para ser condenada em um livro penitencial espanhol do século IX ou X.
O termo foi geralmente substituído na literatura no período do inglês moderno inicial por equivalentes classicamente derivadas, ou "wild man", mas ela sobrevive na forma do sobrenome Wodehouse ou Woodhouse. "Homem selvagem" e seus cognatos é o termo comum para a criatura na maioria das línguas modernas; ele aparece em alemão como wilder Mann, em francês como homme sauvage e em italiano como uomo selvatico, "homem da floresta".

## Origens
Figuras semelhantes ao homem selvagem europeu ocorreram em todo o mundo desde tempos muito antigos. O exemplo gravado mais antigo do tipo é o personagem Enkidu na Epopeia de Gilgamesh, da antiga Mesopotâmia.
O retrato de Nabucodonosor II no Livro de Daniel (século II a.C.) influenciou grandemente os conceitos europeus medievais. Daniel 4 retrata Deus humilhando o rei da Babilônia por sua jactância; o expulsando da sociedade humana, ele faz o cabelo em seu corpo crescer e começa a viver como um animal. Esta imagem era popular em representações medievais de Nabucodonosor. De forma semelhante, as lendas medievais tardias relativas a São João Crisóstomo (m. 407), descrevem o seu asceticismo como tendo-o afastado da sociedade de tal forma que os caçadores que o capturaram não conseguiam dizer se ele era um homem ou um animal.

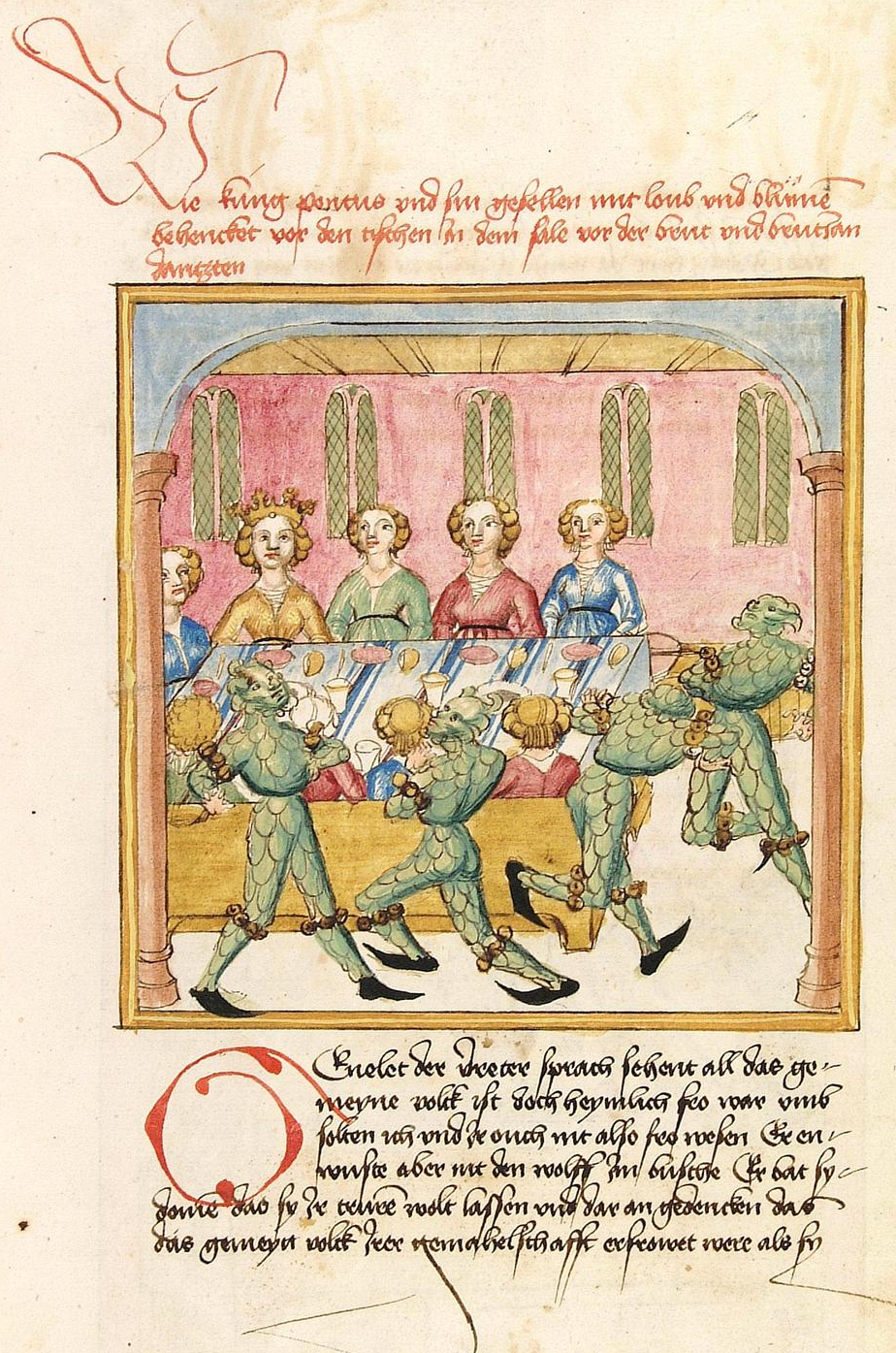
Ponto e o seu séquito disfarçado como homens selvagens no casamento de Genelet e Sidonia. Ilustração de um manuscrito de uma versão alemã do Pontus e Sidonia (CPG 142, fol. 122R, ca. 1475)

O conceito medieval de homem selvagem também se inspirou na tradição sobre os seres semelhantes do mundo clássico como o Fauno e Silvano da Roma Antiga. Várias tradições populares sobre o homem selvagem correspondem com as práticas e crenças antigas. Notavelmente, os camponeses na região dos Grisões (Suíça) tentaram capturar o homem selvagem para tê-lo bêbado e amarrando-o na esperança de que ele lhes daria sua sabedoria em troca da liberdade. Isto sugere uma conexão com uma antiga tradição — gravada tão cedo quanto Xenofonte (falecido em 354 a.C.) e que aparecem nas obras de Ovídio, Pausânias, e Cláudio Eliano — em que pastores capturam um ser da floresta, aqui chamado de Sileno ou Fauno, da mesma forma e o mesmo propósito.
No topo de influências mitológicas, a tradição do homem selvagem medieval também foi desenhada nos escritos doutrinários de historiadores antigos, embora provavelmente em menor grau. Esses antigos homens selvagens estão nus e às vezes cobertos de pelos, embora os textos geralmente os localizem em alguma terra distante, no qual acreditava-se existir apenas nos limites da civilização. O primeiro historiador a descrever tais seres, Heródoto (c 484 a.C. – c 425 a.C.), os coloca no oeste da Líbia ao lado dos homens sem cabeça, com os olhos em seu peito e criaturas que tem cabeça de cão. Após o aparecimento do livro Indica (sobre a Índia) do médico da antiga corte persa Ctésias, que registrou crenças persas sobre o subcontinente, e as conquistas de Alexandre, o Grande, a Índia tornou-se o principal centro de criaturas fantásticas no imaginário ocidental, e os homens selvagens eram frequentemente descritos vivendo lá. Megástenes, o embaixador de Seleuco I Nicátor para Chandragupta Máuria, escreveu dois tipos de homens que podem ser encontrados na Índia que descreve explicitamente como selvagem: primeiro, uma criatura levada à corte cujos dedos estavam voltados para trás; segundo, uma tribo de povos da floresta que não tinham bocas e que sustentavam-se com cheiros. Ambos Quinto Cúrcio Rufo e Arriano referem ao próprio Alexandre numa reunião com uma tribo de selvagens que se alimentam de peixe, enquanto em sua campanha indiana.

## Representações medievais
Algumas das primeiras evidências para a tradição do homem selvagem aparecem no já mencionado penitencial espanhol do século IX ou X. Este livro, provavelmente baseado em uma fonte anterior em francos, descreve uma dança em que os participantes vestiam o disfarce das figuras Orcus, Maia e Pela, e atribuem uma pequena penitência para aqueles que tomam parte no que era claramente um ressurgimento de um costume pagão mais antigo. A identidade de Pela é desconhecida, mas a deusa da terra Maia aparece como uma mulher selvagem (Holz-maia nos glossários alemães posteriores), e nomes relacionados com Orcus foram conectados ao homem selvagem através da Idade Média, indicando que esta dança era uma primeira versão das festividades dos homens selvagens comemoradas durante a Idade Média e sobreviventes em bolsões da Europa através dos tempos modernos.

### Mitologia celta

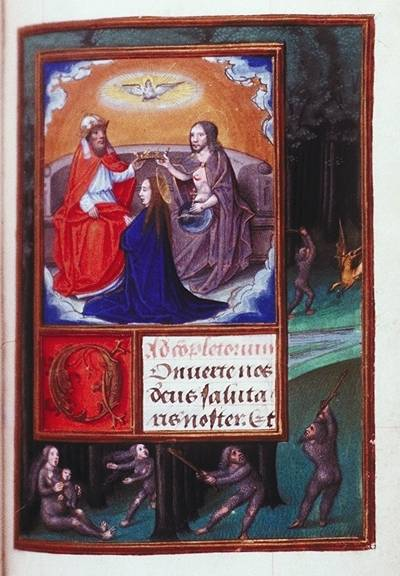
Pessoas selvagens, nas margens de uma iluminura do final do século XIV

O conto irlandês Buile Shuibhne (A Loucura de Sweeney) do século IX descreve como Shuibhne ou Sweeney, o rei pagão de Dál nAraidi em Ulster, assalta o bispo cristão Ronan Finn e é amaldiçoado com a loucura como resultado. Começam a crescer penas e garras conforme a maldição segue seu curso completo, ele voa como um pássaro e passa muitos anos viajando nu pela floresta, compondo versos entre outros loucos. A fim de ser perdoado por Deus, rei Buile Suibhne compõe um belo poema de louvor a Deus antes de morrer. Existem outros poemas e histórias recontando a vida e a loucura do rei Suibhne. Os galeses contam uma história semelhante sobre Myrddin Wyllt, a origem do romance posterior sobre Merlin. Nestas histórias, Myrddin é um guerreiro a serviço do rei Gwenddoleu ap Ceidio no momento da batalha de Arfderydd. Quando o seu senhor é morto na batalha, Myrddin o leva à Floresta Caledoniana em um acesso de loucura que o dota com a capacidade de compor poesia profética; uma série de poemas proféticos posteriores são atribuídos a ele. A Vida de São Kentigern inclui quase a mesma história, embora aqui o louco de Arfderydd é chamado em vez de Lailoken, que pode ser o nome original. O texto fragmentário em bretão do século XVI An Dialog Etre Arzur Roe D'an Bretounet Ha Guynglaff (Diálogo entre Arthur e Guynglaff) conta a história de um encontro entre o Rei Artur e o homem selvagem Guynglaff, que prevê acontecimentos que irão ocorrer até o século XVI.
Godofredo de Monmouth reconta a lenda de Myrddin Wyllt em sua obra Vita Merlini de cerca de 1150, embora aqui a figura foi renomeada "Merlin". De acordo com Godofredo, posteriormente Merlin testemunhou os horrores da batalha:
...uma estranha loucura se apossou dele. Ele se arrastou para longe e fugiu para a floresta, não querendo que alguns vissem os seus passos. Para a floresta ia, contente estava escondido sob as árvores cinzas. Ele observou as criaturas selvagens que pastam no pasto das clareiras. Às vezes ele os seguia, às vezes passava por eles em seu curso. Fez uso de raízes de plantas e de gramíneas, de frutas das árvores e das amoras na moita. Ele se tornou um Homem de Madeiras, como se estivesse dedicado às madeiras. Então, por um verão inteiro ficou escondido na mata, descoberto por ninguém, esquecido de si mesmo, à espreita como uma coisa selvagem.

### Speculum Regale
Um homem selvagem é descrito em Konungs skuggsjá (Speculum Regale ou "do Rei Espelho"), escrito na Noruega por volta de 1250:

Aconteceu uma vez nesse país (e isso parece realmente estranho) que uma criatura viva foi apanhada na floresta como o que ninguém poderia dizer definitivamente se era um homem ou algum outro animal; pois ninguém poderia ter uma palavra com ele ou ter a certeza de que entendia a fala humana. Ele tinha a forma humana, no entanto, em cada detalhe, tanto nas mãos e o rosto e os pés; mas todo o corpo estava coberto com o cabelo como os animais são, e para baixo nas costas que tinha uma juba grossa e longa como a de um cavalo, que caia em ambos os lados e arrastava-se ao longo do chão quando a criatura se inclinava em uma caminhada.

### Representações na idade média tardia
O rei Carlos VI de França e cinco de seus cortesões estavam vestidos como homens selvagens e acorrentados para um baile de máscaras no trágico Baile dos Ardentes que teve lugar em Paris, no Hôtel Saint-Pol, em 28 de janeiro de 1393. Eles estavam "em trajes de roupas de pano costuradas em seus corpos e embebidos em cera resinosa ou breu para manter uma cobertura de cânhamo esfiado, de modo que apareceram desgrenhados e peludos da cabeça aos pés". No meio dos festejos, uma faísca perdida de uma tocha definiu seu trajes altamente inflamáveis em chamas, queimando vários cortesões vivos; a vida do próprio rei foi salva através de uma ação rápida de sua tia, Joana, duquesa de Berry, que o cobria com seu vestido.[carece de fontes?]

## Recepção pós-medieval
O homem selvagem foi usado como um símbolo da mineração no final da Idade Média e do Renascimento alemão. Parece, neste contexto, nos brasões de Naila e de Wildemann. A cidade de Wildemann no Alto Harz foi fundada em 1529 por mineiros que, segundo a lenda, conheceram um homem selvagem e esposa quando se aventuravam nas selvas da cordilheira do Harz.[carece de fontes?]